# Flash (fotografía)

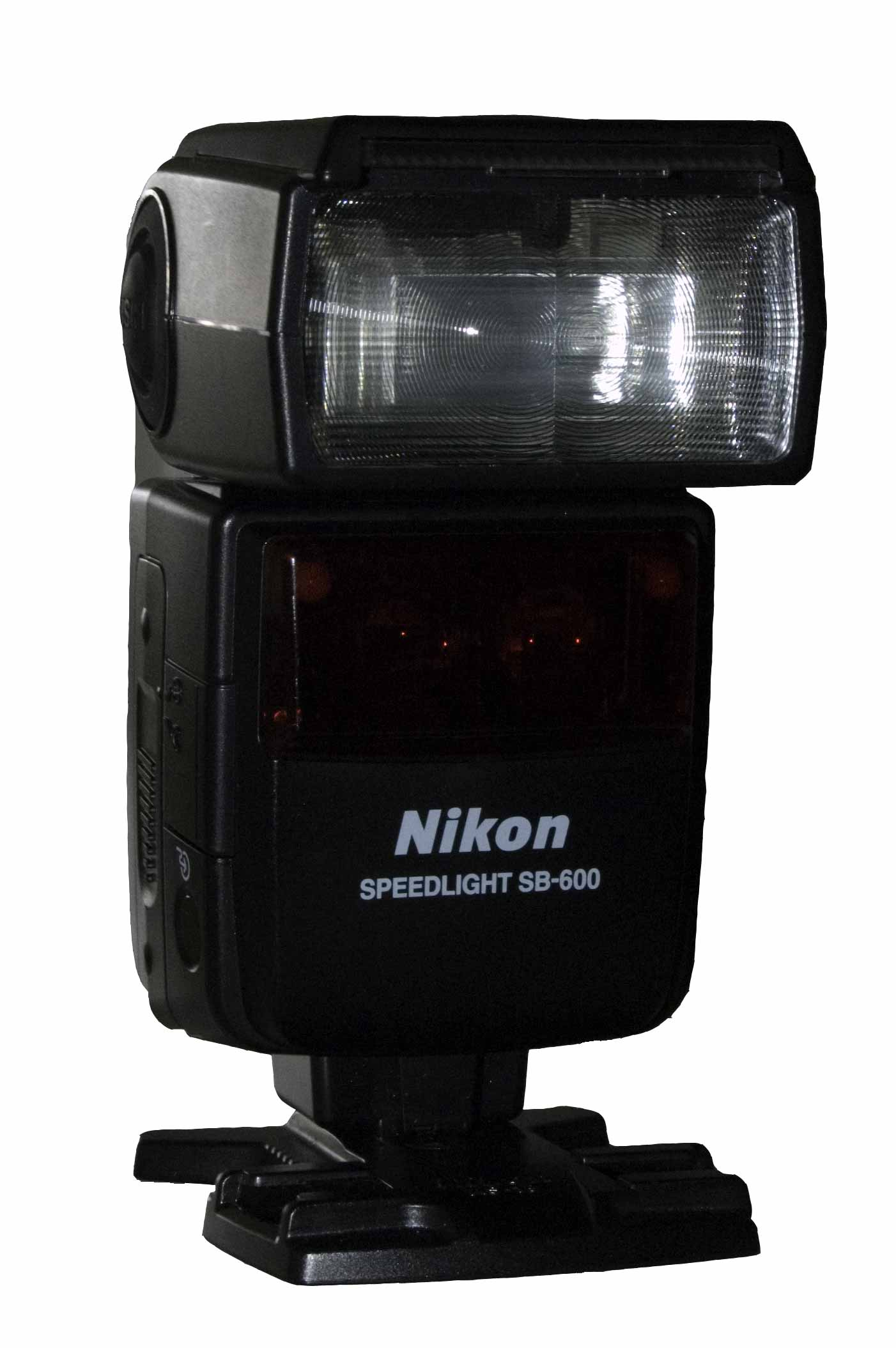
Un flash electrónico

El flash fotográfico o destellador  es un dispositivo que actúa como fuente de luz artificial intensa y dura, que generalmente abarca poco espacio y es transportable. 
Atendiendo a su constitución, existen varios tipos de flashes:
- El flash de lámpara que provoca la ignición de filamentos metálicos encerrados en una ampolla de vidrio. En la actualidad ha caído en desuso, sobre todo porque había que reponer la lámpara tras cada destello. Su combustión era rápida, pero no instantánea.
- El flash electrónico, que provoca una descarga de la electricidad acumulada en un condensador en una lámpara de xenón. Una vez cargado el condensador, su disparo es instantáneo y debe estar bien sincronizado con la apertura del obturador.

El flash convencional, por su corto alcance, es menos útil cuando el sujeto está lejos. Sin embargo, los flashes de más alta potencia son capaces de iluminar más allá de los 75 metros. Los fabricantes dan una indicación sobre el alcance de un flash mediante su número guía.

## Historia

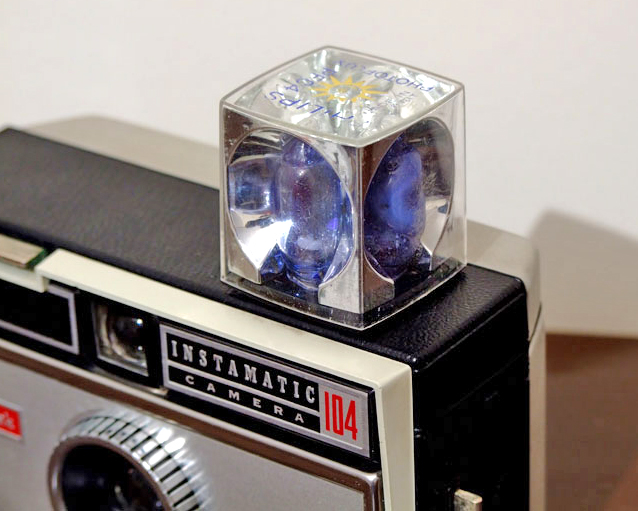
Cuboflash, sobre una cámara Kodak Instamatic de finales de los años 1960. Permitía sólo 4 usos, rotando 90 grados de forma automática tras cada exposición.

Los primeros flashes consistían en la ignición manual de una pequeña cantidad de polvo de magnesio. Su primer uso data de 1864, pero su precio prohibitivo le impidió generalizarse hasta pasada una década. En 1880 se usó la mezcla de polvo de magnesio con un agente oxidante como el clorato potásico. El carácter explosivo del mismo hacía peligroso su uso. 
En 1930, Johann Ostermeyer inventa los flashes de lámpara o flashes de bombilla que sustituyeron al polvo de magnesio. Eran bombillas de un solo uso que encerraban herméticamente un largo filamento de magnesio en una atmósfera de oxígeno. Su ignición se provocaba eléctricamente con el accionamiento del obturador de la cámara. Para evitar que estallasen, la presión del oxígeno de su interior era inferior a 1 atmósfera. Posteriormente, el zirconio sustituyó al magnesio para producir destellos más brillantes. Llegaron a popularizarse agrupaciones de 4 lámparas (el llamado cuboflash) y de unas 10 (el flipflash).
En la actualidad las unidades de flash electrónico están constituidas por lámparas de xenón. Un flash electrónico contiene un tubo lleno de gas xenón, en el que una descarga eléctrica de alto voltaje genera un arco que emite un destello luminoso con una duración del orden de milésimas de segundo. La mayoría de cámaras destinadas al consumidor los incorporan.
Los ledes, aunque aún no alcanzan los niveles de potencia para reemplazar a los flashes de xenón de las cámaras de consumo, ya han sido usados en las cámaras de teléfonos móviles.

## Uso delflash

### Atenuación de sombras

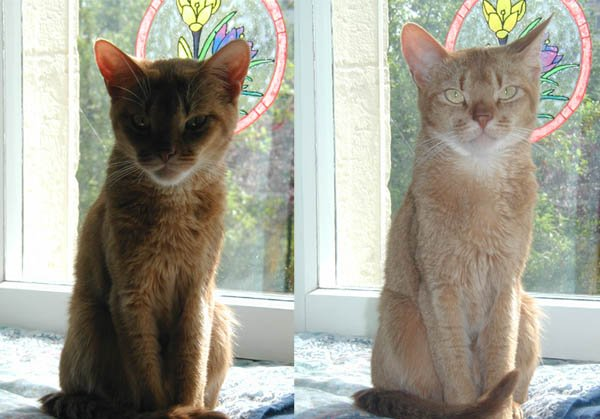
Imagen sin el uso de flash de relleno (izquierda) y con el mismo (derecha).

El flash de relleno sirve para atenuar las sombras producidas por la luz ambiente sobre el sujeto. Suele usarse en situaciones de contraluz o simplemente bajo el sol del mediodía. Tiene el inconveniente de que la imagen puede quedar algo plana.
A veces es necesario evitar o suavizar las sombras provocadas por el propio flash. Los profesionales usan otros dispositivos, como los difusores para suavizar la luz del flash. 

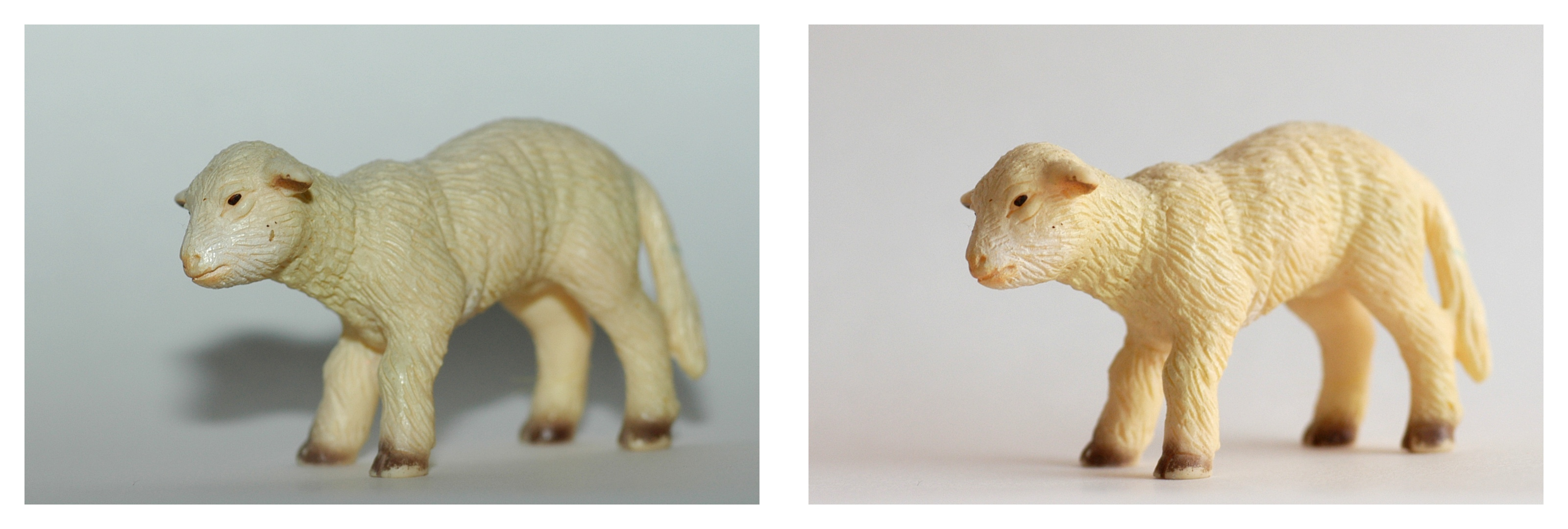
Iluminación correspondiente a un flash directo (izquierda) y rebotado (derecha).

También es útil el evitar que la luz del flash se dirija directamente hacia el sujeto apuntando en su lugar hacia una superficie reflectante (con frecuencia el techo o una pared), de modo que al sujeto llega una luz difundida. Esta técnica, conocida como flash rebotado, necesita de mayor potencia del flash que la iluminación directa.
También pueden evitarse con el uso simultáneo de varios flashes. El flash por simpatía, que se usa en los estudios fotográficos, consiste en la utilización de varios flashes que funcionan al unísono por "simpatía". Cuando se dispara uno (flash maestro), los restantes (flashes esclavos) detectan la luz y disparan también. El retardo es inapreciable.

### Sincronización lenta
El alcance limitado del flash en escenas nocturnas hace que el fondo aparezca con frecuencia demasiado oscuro. Esto puede evitarse con la "sincronización lenta", que deja el obturador abierto más tiempo del que necesita el flash. De este modo se añade detalle al fondo, aunque la velocidad lenta suele obligar a estabilizar la cámara para evitar fotos trepidadas.

### Reducción del efecto de ojos rojos

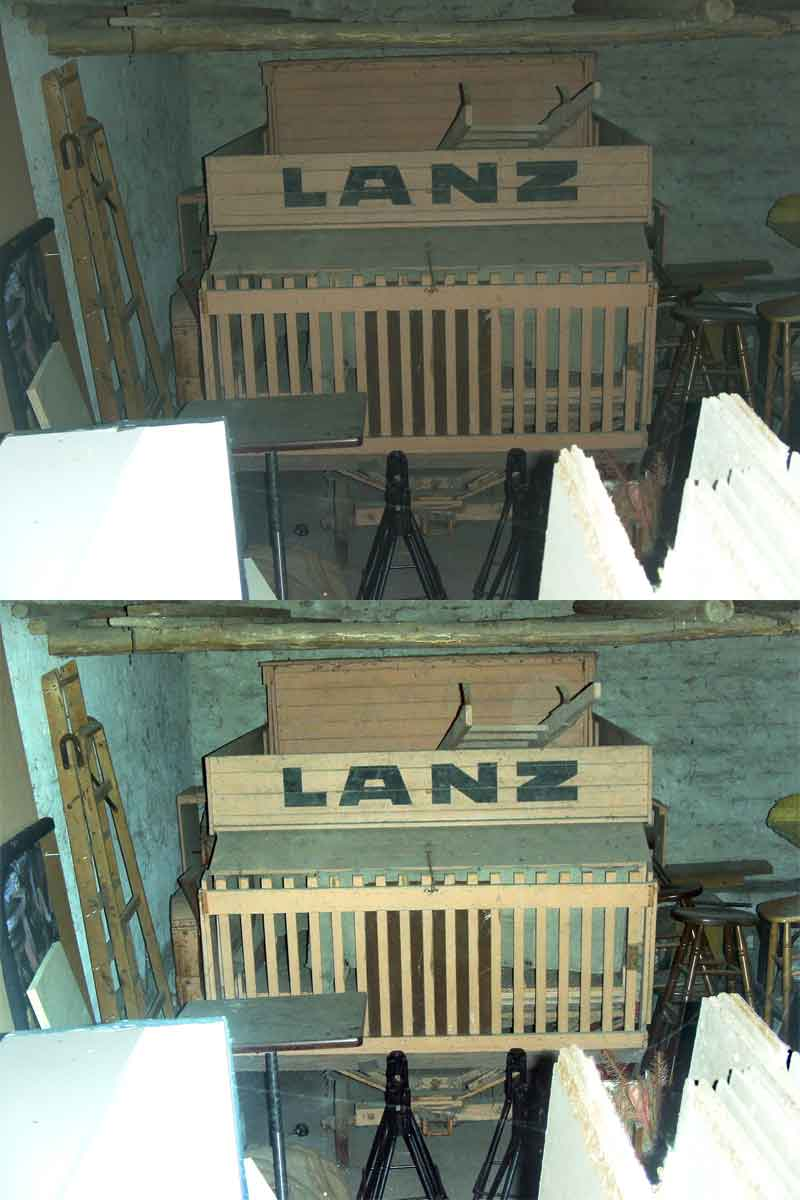
La imagen superior muestra una imagen flash con un flash débil.
La imagen de abajo muestra una fotografía con flash suficiente.

En condiciones de escasa iluminación, las pupilas de los ojos de personas o de algunos animales están muy dilatadas, y puesto que la retina contiene cientos de pequeños vasos sanguíneos, los ojos rojos son el resultado del rebote de la luz del flash frontal en la retina, que nos devuelve rayos de luz tintados de color rojo por la sangre. Este puede reducirse por un destello previo y contraer así la pupila antes de efectuar el destello principal. Otra opción es evitar disparar el flash directo frontalmente, es decir, rebotarlo si fuese posible, en cualquier elemento cercano como paredes, techos, etc.

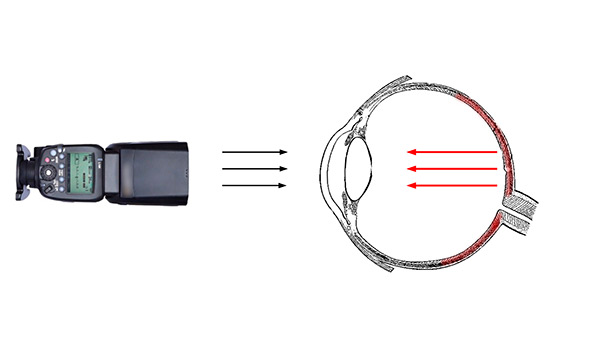
Reducción de ojos rojos.

### Otros usos
Para usos más específicos podemos destacar:
- El flash estroboscópico o flash múltiple, el cual, en vez de emitir un solo haz de luz, emite varios. Si el sujeto está sobre un fondo oscuro y el sujeto se mueve, se verán una superposición de instantáneas del movimiento.

## Otras fuentes de luz artificial
Las posibilidades de la luz artificial son mayores que las de la luz natural en fotografía: se puede controlar la intensidad, la dirección, que sea intensa u oblicua, etc. Además del flash, la iluminación artificial se puede conseguir otras fuentes:
- El spot, un dispositivo que transmite un haz de luz concentrada dura continuada (usada generalmente para resaltar una parte específica del modelo).
- Las lámparas de luz difusa.